# Jean-Marie Matisson
Jean-Marie Matisson, né le 27 avril 1953 à Bordeaux, est un écrivain et conférencier français. Il fut l'un des quatre premiers plaignants du procès de Maurice Papon, qui aboutit à la condamnation de l'ancien préfet de la Gironde à 10 ans de prison pour complicité de crime contre l'humanité. Franc-maçon, il a été Grand-Maître adjoint du Grand Orient de France chargé de la laïcité.

## Famille
Jean-Marie Matisson est le fils de Maurice-David Matisson et Paulette Désèmerie. Sa famille paternelle a quitté la Lettonie en 1911 pour fuir les pogroms. Sur ce passé, son père déclare :
Chez nous, on ne courbait pas la tête. Pendant les pogroms, mon père avait toujours un couteau dans les bottes pour pouvoir couper les jarrets des chevaux des cosaques !
Du côté paternel la grand-mère de Jean-Marie Matisson, Ilka Rawdin, était fille de Rabbin, alors que son grand-père Abraham Matisson était un Juif laïque membre du BUND. Il a choisi d'immigrer en France pour sa réputation de "patrie des droits de l'homme", et a volontairement combattu dans les rangs de l'armée française pendant la première guerre mondiale. Il fut décoré pour ses actions militaires.
Abraham et Ilka ont eu pour fils Maurice-David, le père de Jean-Marie Matisson. Psychothérapeute et ami d'enfance de Michel Slitinsky, autre figure centrale du procès Papon, il est l'auteur de plusieurs ouvrages et possède une allée à son nom à Sainte Geneviève-des-bois.

Au cours de la seconde guerre mondiale, les parents de Jean-Marie Matisson furent résistants,. Dix de ses parents proches, dont huit bordelais, ont été déportés par le régime de Vichy,,. Lors d'un entretien pour la revue Ancrage, Maurice-David Matisson révèle que ces déportations ont eu une influence sur sa vie de famille :
(...) avec mon épouse quand nous nous sommes mariés (...) nous nous sommes dit : nous aurons 5 enfants. Chez moi, on était 4, chez elle 3, on en voulait 5, c’était la volonté de redonner vie à cet arbre secoué par l’orage et dont des branches avaient disparu.
Source de la naissance de Jean-Marie Matisson, ces déportations sont également à l'origine de sa "croisade mémorielle".

## Engagement citoyen

### Rôle dans le procès Papon
Le 8 décembre 1981, les Matisson sont les premiers plaignants de l'affaire Papon. À ce sujet Maurice-David Matisson précise :

C’est ma mère, ma cousine Fogiel, mon fils Jean-Marie et moi, et très vite derrière mes neveux, mes nièces, 10 en tout qui furent les premiers plaignants déclencheurs du procès comme Michel Slitinsky en a été le déclencheur dans l’opinion publique. Tous des gens de Mériadeck
Durant toute la durée du procès, Jean-Marie Matisson tient un blog où il publie des colonnes quotidiennes sur l'affaire. Le site comprenait également un forum et était géré en collaboration avec Usha Matisson, neveu de Jean-Marie.
Avec Marie Mouyal-Etcheberry, Jean-Marie Matisson est la plus jeune partie civile du procès.

### Mémoire de l'affaire Papon
Depuis le procès, Jean-Marie Matisson s'engage dans la transmission de la mémoire de la shoah et tient de nombreuses conférences dans les établissements scolaires, les synagogues et les librairies,,,. Dans une interview accordée à la revue Humanisme, il déclare :
J’ai assisté à la totalité des audiences du procès qui a duré six mois, aussi, je pense légitimement être la personne la mieux placée pour en parler et surtout pour rétablir la vérité sur le dossier. J’interviens régulièrement dans les collèges et lycées pour parler de la Shoah ou de laïcité.
Il a publié un livre de 500 pages sur l'affaire : Procès Papon, quand la République juge Vichy, où il relate les années de procédures qui ont conduit à la condamnation de Maurice Papon.
En 2023, Jean-Marie Matisson publie un livre sur sa cousine Esther Fogiel, également parmi les quatre premières parties civiles du procès Papon.
Durant ses conférences, il insiste sur la nécessité de la transmission de la mémoire dans le contexte de la lutte contre l'extrême droite.

### Engagement laïque
Jean-Marie Matisson est engagé dans la promotion de la laïcité. Membre de l'association Unité Laïque, il milite auprès des mairies pour honorer la mémoire de Samuel Paty,,.
Il est également président d'honneur du Comité Laïcité République où il a introduit la devise "La laïcité n'est pas une opinion, c'est la liberté d'en avoir une".
Il est l'inventeur des Prix International et National de la Laïcité.

### Engagement maçonnique
Jean-Marie Matisson a été Grand-Maître adjoint du GODF. Durant son mandat, il a particulièrement insisté sur la nécessité de la mise en place d'une justice universelle. Concrètement, il s'est occupé de l'organisation du colloque De Nuremberg à La Haye : juger le crime contre l’Humanité et de la rédaction de l'Appel aux peuples de la Terre. En 2005, il coordonna les commémorations du centenaire de la loi de 1905.

## Publications
- Procès Papon les enfants de Pitchipoï, avec les illustrations d'Edith Gorren (Atlantica Eds, 1999)
- Procès Papon, quand la République juge Vichy (La Lauze, 2021)
- Esther : victime de l'indicible. - Il n'y a pas d'au-delà à la Shoah (BoD, 2023)